# Моцион
„Моцион“ е първият спортен клуб в Кюстендил.
Етимологията му значи „движение за здраве“. Образуван е през 1919 г. непосредствено след края на участието на България в Първата световна война от ученици от Мъжката гимназия в града по инициатива на Асен Тонев.
Учредителното събрание на клуба е проведено в една от стаите на гимназията. Клубът развива три вида спорт – футбол, лекоатлетически състезания и спускания с шейни по легендарната пързалка над Кюстендил – Люшо. Футболните мачове се играят в двора на казармата, а след това на мястото на сградата на Драматичен театър „Крум Кюлявков“ край река Банщица.
През 1920 г. група ученици начело с Емануил Марков – Манката се отделят от клуба и основават спортен клуб „Ботев“. През 1925 г. спортен клуб „Моцион“ се обединява със спортен клуб „Бенковски“ под името „Борислав“.